# Легат Стародавнього Риму

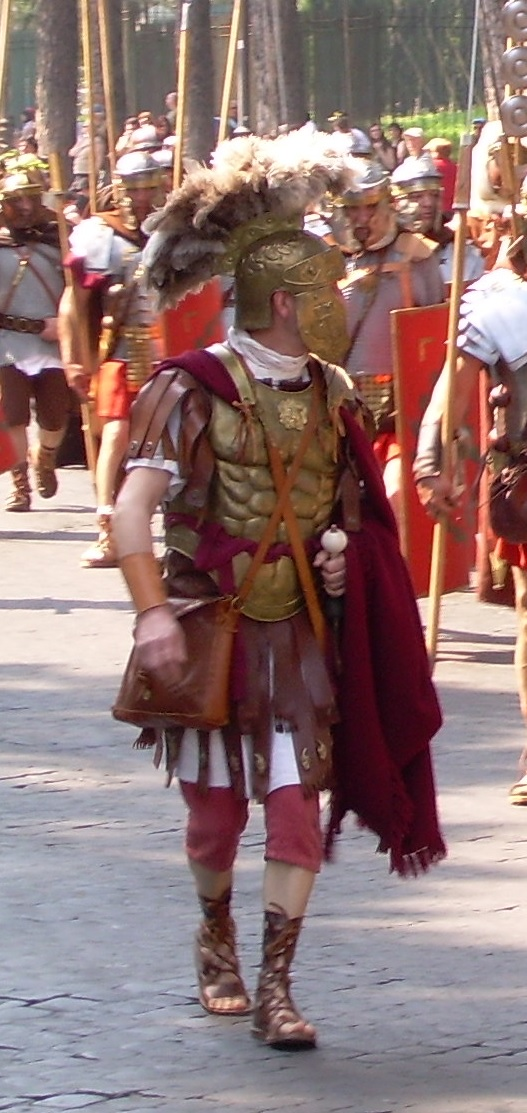
Легат у позолоченому шоломі і лорика мускулата. Сучасна реконструкція

Лега́т (лат. legatio, також legatus) — низка посад у Стародавньому Римі.

## Етимологія назви
Латинські терміни legatio та legatus буквально означають «посол», «посланець», «амбасадор».
Назва походить від слів legare та lego, що мають значення «доручати, наказувати, призначати, делегувати».

## Римське царство
У Римському царстві легатами називали римських послів до інших держав, а також послів іноземних країн. Цар відправляв послів і приймав іноземних посланців. Втім, у римлян функції професійних послів до іноземних народів виконували уповноважені члени колегії жерців-феціалів.

## Римська республіка
Феціали продовжували виконувати посольські обов'язки і в ранній республіці, однак, тепер право відправляти і приймати іноземних послів належало виключно сенату. З III ст. до н. е. кандидатів на роль послів до інших країн почали висувати вищі магістрати, які подавали їх на затвердження сенату. Зазвичай, це були представники сенатського стану. В цей же період виникли римські провінції і легатами також стали називати представників посольств від провінцій до сенату.
А ще сенат направляв своїх посланців до вищих магістратів та інших урядовців, які перебували поза межами міста Рим. Ці посланці теж називалися легатами і виступали помічниками полководців або намісників у провінціях, також вони на місці представляли інтереси сенату. Втім, відправлення сенатом легатів, зазвичай, узгоджувалося з воєначальником або намісником, до якого вони посилалися. Окрім того, ці посланці не мали наперед визначених обов'язків — їх визначав на місці магістрат.

### Пізня республіка
У пізній Республіці І ст. до н. е., коли армії стали постійними, полководці стали часто призначати легатів командирами легіонів, інколи легати командували армією, яка складалася з кількох римських легіонів. Такі легати називалися legatus legionis. Також легатами називали старшого морського офіцера або командувача з'єднанням флоту.

## Римська імперія
Всі перераховані вище види легатів також залишалися актуальними і в часи ранньої імперії, поволі зникаючи разом зі зменшенням повноважень сенату.
Пізніше — імператорський намісник у римській провінції. Також у часи імперії було три види легатів:
- Легат Августа пропретор (Legatus Augusti pro praetore) був посланцем імператора та управляв його іменем провінцією і військами.
- Легат легіону (Legatus legionis) управляв легіоном у провінції.
- Легат проконсул (Legatus proconsulis) — допоміжний службовець управителя (проконсула) «сенаторської» провінції.